# Roscoe Carlyle Buley
Roscoe Carlyle Buley (16. července 1893, Georgetown – 25. dubna 1968, Indianapolis) byl americký historik a pedagog.

## Životopis
Byl synem učitele Davida M. Buleyho a Nory (Keithley) Buleyové. Vystudoval Vincennes Lincoln High School (1910). Získal titul bakaláře na Indiana University v roce 1914 a magisterský titul od téže instituce v roce 1916.
Během první světové války sloužil po dobu jednoho roku v United States Army Signal Corps. Poté se vrátil domů a vzal si za manželku Esther Gilesovou (1898-1921) v roce 1919. Poté, co Ester v roce 1921 zemřela, se Buley oženil s Evelyn Barnettovou (14. ledna 1904 – 28. února 1989). Učil historii na středních školách v Delphi a Muncie v Indianě a Springfield v Illinois, než obdržel titul Ph.D. z University of Wisconsin-Madison v roce 1925. V letech 1925-1964 byl profesorem historie na Indiana University a emeritním profesorem od roku 1964 až do své smrti 25. dubna 1968.
Je autorem řady článků, recenzí a knih, vyhrál roku 1951 Pulitzerovu cenu za historii za dílo The Old Northwest: Pioneer Period 1815–1840. Získal cenu Elizura Wrighta za The American Life Convention, 1906-1952: Study in the History of Life Insurance,

## Dílo
- The Old Northwest : pioneer period, 1815-1840, 1950
- The American Life Convention, 1906-1952; a study in the history of life insurance, 1953
- The romantic appeal of the New West, 1815-1840, 1961
- The Equitable Life Assurance Society of the United States, 1859-1964 : aeque pauperibus prodest locupletibus aeque, 1967